# Супонинский, Александр Анатольевич
Супонинский Александр Анатольевич (род. 3 апреля 1978, с. Шешминка, Татарская АССР, СССР) — Герой Российской Федерации, гвардии старший сержант, командир отделения 6-й роты 2-го парашютно-десантного батальона 104-го гвардейского Краснознамённого парашютно-десантного полка 76-й гвардейской Черниговской Краснознамённой воздушно-десантной дивизии.

## Биография
Родился 3 апреля 1978 года в селе Шешминка Черемшанского района Татарской АССР. После окончания школы обучался в Чистопольском совхозтехникуме на специальность техника-механика. Осенью 1998 года призван в Вооружённые силы Российской Федерации. Службу проходил в 104-м гвардейском Краснознамённом парашютно-десантном полку (Псковская область). Был назначен командиром отделения.
В начале февраля 2000 года в составе 6-й роты полка был направлен в командировку в Чечню. Первый боевой опыт получил 8 февраля при отражении атаки боевиков на блок-пост.

## Подвиг
29 февраля 2000 года 6-я рота заняла позиции на высоте 776.0 в Шатойском районе, недалеко от селения Улус-Керт, закрывая выход из Аргунского ущелья. В тот же день была атакована превосходящими силами боевиков. В ходе ожесточённого боя Александр Супонинский проявил мужество и героизм, и, несмотря на полученное ранение в колено и контузию, остался в строю.
Утром 1 марта, когда в строю на высоте осталось 3 человека, лейтенант Кожемякин приказал Александру Супонинскому и Андрею Поршневу отступать, оставшись прикрывать отход.
| — Нас, последних, оставалось пятеро — комбат Евтюхин, замкомбата Доставалов и старший лейтенант Кожемякин. Офицеры. Ну и мы с Сашей. Евтюхин и Доставалов погибли, а у Кожемякина обе ноги были перебиты, и он нам руками подбрасывал патроны. Боевики подошли к нам вплотную, оставалось метра три, и Кожемякин нам приказал: уходите, прыгайте вниз. — Андрей Поршнев |

Выполняя приказ офицера, отступил и вышел в расположение частей Российской армии. Был эвакуирован в госпиталь в Моздоке, затем в Тверской военный госпиталь.
Указом Президента Российской Федерации № 484 от 12 марта 2000 года «за мужество и отвагу, проявленные при ликвидации незаконных вооруженных формирований в Северо-Кавказском регионе», гвардии старшему сержанту Супонинскому Александру Анатольевичу присвоено звание Героя Российской Федерации.
| Я бы всё вернул, чтобы все ребята остались живы. — Александр Супонинский |

После излечения продолжил службу в 104-м гвардейском парашютно-десантном полку. Уволен в запас 3 августа 2000 года.
В феврале 2007 года муниципальной школе № 16 города Альметьевска присвоено имя Героя России А. А. Супонинского.